# 王婵婵
王婵婵（1983年—），中国女子手球运动员。她曾代表中国国家女子手球队参加2011年世界女子手球锦标赛，最终获得第21名。她也参加了2006年亚洲运动会女子手球比赛，未能获得奖牌。